# 人形劇 ぼうけんダン吉
人形劇 ぼうけんダン吉（にんぎょうげき ぼうけんだんきち）は、1959年10月28日～1959年12月23日まで、NHKテレビ（現：NHK総合テレビ）で放送された日本の人形劇（全9回）。
また、NHK教育テレビでも再放送された。

## 概要
1933年から1939年にかけての島田啓三の同名漫画「冒険ダン吉」の映像化である。
終了してわずか1ヶ月後の1960年2月1日からは日本テレビでも、同じ漫画を原作とした『ぼうけんダン吉』が放送された（ - 1960年7月30日）。

## 放送リスト
| 話数   | 放送日         | タイトル               |
| ------ | -------------- | ---------------------- |
| 1      | 1959年10月28日 | いねむりボート         |
| 2      | 1959年11月4日  | ワニがまってる         |
| 3      | 1959年11月11日 | たきびがきえた         |
| 4      | 1959年11月18日 | ダン吉王様             |
| 5      | 1959年11月25日 | もうじゅうがり         |
| 6      | 1959年12月2日  | しょうぼうたい         |
| 7      | 1959年12月9日  | だんきちせんせい       |
| 8      | 1959年12月16日 | ダン吉おうさまばんざい |
| 最終回 | 1959年12月23日 | まとめ                 |